# 神戸市立青陽灘高等支援学校
神戸市立青陽灘高等支援学校（こうべしりつ せいようなだこうとうしえんがっこう）は、兵庫県神戸市灘区にある市立特別支援学校。知的障害生徒を教育対象としている。

## 設置学部
- 高等部

### 教育内容
障害の特性や発達の様子、個性を踏まえ、以下の3つのコースを設定し、卒業後を見据えた一人一人の社会的・職業的自立を目指す、としている。
- 生活コース
- 社会コース
- 職業コース

## 歴史
本校公式サイト「沿革」による。「青陽」の名の通り、神戸市立青陽養護学校（のち神戸市立青陽西養護学校。平成28年度末閉校）にルーツを持つ。青陽養護の分校が独立校となったのが本校である。独立の経緯から、当初は小・中・高の3部門を有する学校として出発したが、神戸市東部の特別支援学校再編の際に小学部・中学部は神戸市立灘さくら支援学校へ移管され、現在は高等部のみの設置となっている。
- 1968年（昭和43年）9月 - 葺合区小野柄通2丁目に神戸市立青陽養護学校小野柄分校として設立。
- 1972年（昭和47年）4月 - 小野柄分校が独立して神戸市立青陽東養護学校となる。
- 1973年（昭和48年）7月 - 神戸市立小野柄小学校（現在の神戸市立中央小学校の前身校の一つ）と共用のプール完成。
- 1993年（平成5年）4月 - 現在地に移転。
- 2021年（令和3年）4月 - 小学部・中学部を新設の神戸市立灘さくら支援学校に移管[4]。高等部のみの神戸市立青陽灘高等支援学校と校名を変更[5]。

## 通学区域
神戸市のうち、中央区・灘区・東灘区（東灘区は本山・住吉・御影・向洋中学校区に限る）

## アクセス
- JR灘駅南口を出てすぐ。